# 表参道・新潟館ネスパス
表参道・新潟館ネスパス（おもてさんどう・にいがたかんネスパス）は、東京都渋谷区神宮前にあった新潟県のアンテナショップ。2023年（令和5年）12月25日に閉館した。延床面積は1,650 ㎡で、東京都内に立地する自治体アンテナショップとしては最大であった。

## 概要
1997年（平成9年）6月に開業。施設は地下1階地上3階で、1997年の開業時はイベント用アピールスペースのほか、新潟グランドホテルが新潟の食品を提供するレストラン「にいがたの味 静香庵」、観光・物産・地域情報をインターネットや書籍で収集できる「にいがた情報ライブラリー」が設けられた。このほか、定住希望者に情報提供を行う「にいがたUターン情報センター」が県の東京事務所から、「新潟観光センター」が東京駅前から移転した。
名称の由来は、新潟やネットワークの頭文字であるNとフランス語で空間を意味するESPACEの組み合わせである。
開業後しばらくは常設の物販は行わず期間限定のイベントを主としていたが、2005年6月には2階に県産品販売コーナーが設けられた。その後2006年12月頃から民間のノウハウを取り入れた改装が行われ、1階が株式会社ゆのたにの運営による県産品売り場、地下が郷土料理や地酒を提供するレストランとなった。
改装前の年間来館者は10～12万人程度であったが、改装後は前後して開業した表参道ヒルズの影響もあって来館者が大幅に増加し、2011年度から2019年度は9年連続で100万人超えとなった。
2022年4月26日、新潟県は新潟館ネスパスの営業をビルの建て替えに伴い2023年12月で終了すると発表。建て替え後は家賃の上昇が見込まれるため、情報発信拠点のあり方を改めて検討するとし、再入居については言及しなかった。
2023年（令和5年）12月25日で閉館し、2023年度4月から12月の入館者数は52万9796人、販売額は4億8899万円を記録した。
前述の家賃の課題から建替後の再入居は実現せず、規模を大幅に縮小（延床面積は約3分の1以下）のうえ、後継施設となる「銀座・新潟情報館 THE NIIGATA（ザ ニイガタ）」が2024年8月8日に全面オープンした。

## 交通アクセス
- 東京メトロ銀座線・千代田線・半蔵門線 表参道駅A2出口より徒歩約1分。
- JR山手線 原宿駅表参道口より徒歩約10分。